# Kevin Ortega
Kevin Ortega Pimentel (Callao, 26 maart 1992) is een Peruviaans voetbalscheidsrechter. Hij is in dienst van FIFA en CONMEBOL sinds 2019. Ook leidt hij sinds 2015 wedstrijden in de Primera División.
Op 12 mei 2015 leidde Ortega zijn eerste wedstrijd in de Peruviaanse nationale competitie. Tijdens het duel tussen Unión Comercio en Alianza Atlético (5–2) trok de leidsman tweemaal de gele kaart. In continentaal verband debuteerde hij op 12 februari 2020 tijdens een wedstrijd tussen Sol de América en Goiás in de eerste ronde van de Copa Sudamericana; het eindigde in 1–0 en de Peruviaanse scheidsrechter gaf vijf gele kaarten en een rode. Zijn eerste interland floot hij op 15 november 2019, toen Ecuador met 3–0 won van Trinidad en Tobago in een vriendschappelijke wedstrijd. Tijdens dit duel gaf Ortega drie gele kaarten.
In mei 2022 werd hij gekozen als een van de scheidsrechters die actief zouden zijn op het WK 2022 in Qatar. Hier kwam hij niet in actie.

## Interlands
| Datum             | Plaats                        | Wedstrijd                    | Uitslag | Competitie           | Kreeg geel | Kreeg voor de tweede keer geel en dus rood | Weggestuurd |
| ----------------- | ----------------------------- | ---------------------------- | ------- | -------------------- | ---------- | ------------------------------------------ | ----------- |
| 15 november 2019  | Portoviejo, Ecuador           | Ecuador – Trinidad en Tobago | 3 – 0   | Vriendschappelijk    | 3          | 0                                          | 0           |
| 10 september 2021 | Buenos Aires, Argentinië      | Argentinië – Bolivia         | 3 – 0   | WK 2022 kwalificatie | 3          | 0                                          | 0           |
| 8 oktober 2021    | Caracas, Venezuela            | Venezuela – Brazilië         | 1 – 3   | WK 2022 kwalificatie | 3          | 0                                          | 0           |
| 26 maart 2022     | Buenos Aires, Argentinië      | Argentinië – Venezuela       | 3 – 0   | WK 2022 kwalificatie | 4          | 0                                          | 0           |
| 13 oktober 2023   | Cuiabá, Brazilië              | Brazilië – Venezuela         | 1 – 1   | WK 2026 kwalificatie | 4          | 0                                          | 0           |
| 22 november 2023  | Montevideo, Uruguay           | Uruguay – Bolivia            | 3 – 0   | WK 2026 kwalificatie | 1          | 0                                          | 0           |
| 2 juli 2024       | Kansas City, Verenigde Staten | Verenigde Staten – Uruguay   | 0 – 1   | Copa América 2024    | 3          | 0                                          | 0           |
| 16 oktober 2024   | Buenos Aires, Argentinië      | Argentinië – Bolivia         | 6 – 0   | WK 2026 kwalificatie | 1          | 0                                          | 0           |
| 16 november 2024  | Montevideo, Uruguay           | Uruguay – Colombia           | 3 – 2   | WK 2026 kwalificatie | 6          | 0                                          | 0           |

Laatst bijgewerkt op 27 november 2024.